# Телурократия
Телурократията (на старогръцки: телурос „суша“ и „кратос“ власт; в буквален превод на български: власт чрез сушата) е един от двата типа (другият е таласократията) исторически наложили се държавотворчески концепции, който се основава на разбирането, че владението и контрола над сушата предопределя геополитическото превъзходство.
Телурократическите сухопътни държавни образувания имат определена територия и като правило държавообразуващ етнос. Експанзията им е насочена към анексия на съседни територии. Това обаче не означава, че тези политически образувания не се интересуват или не наблягат на изграждането на морски флот, включително и на завладяването на отвъдморски сухоземни пространства (виж Руска Америка). Телурократия в чист вид няма.
В политическата география, геополитиката и геоикономиката термина се употребява за обяснение на могъществото на дадена страна, посредством владението и контрола над големи сухоземни пространства, което налага изграждането и поддържането на силна сухопътна армия.
Телурократията принципно се асоциира с евразийството, а таласократията – с концепцията на атлантизма.

## Теория и практика
На телурократията са иманентни следните характеристики:
- уседналост и трайна свързаност със земята;
- консерватизъм;
- силна централна власт
- мощен бюрократичен апарат (администрация)
- силна сухопътна армия, на която като правило отговаря не толкова мощен и принципно несъразмерно слаб флот.

Историческите примери за телурократии от античността насам са като правило евразийски:
1. Ахеменидска империя с наследилите я Партия и Сасаниди;
2. Римска империя в разлика от по-късната Византия с нейния византийски флот стъпил като база на традициите във военноморското дело от древногръцкия флот;
3. Франското кралство прераснало в Свещена Римска империя;
4. Османска империя;
5. Руска империя, като в Азия възникват последващо и следните открояващи се образувания от имперски тип:
6. Китайска империя;
7. Монголска империя;
8. Златна орда;
9. Сефевиди;
10. Империя на Великите Моголи.

Първата и Втората български държави, разглеждани понякога и като образувания от имперски тип, са типични телурократии, като изграждането на собствен български военноморски флот датира едва от края на 19 и 20 век.